# Urgench
Urgench (en uzbeco: Urganch / Урганч) es una ciudad de Uzbekistán, capital de la provincia de Corasmia (Xorazm Viloyati), situada cerca de la antigua desembocadura del Amu Daria al sur del mar de Aral. Su población es de unos 166 300 habitantes.
La actual ciudad surge tras el abandono de la vieja Urgench (Kunya-Urgench, en persa Gurgandj, en árabe Jurjániya), la que, sin duda alguna, dio su nombre al organdí, y fue la capital de los sahs de Corasmia.
El célebre médico Ibn Sînâ (Avicena) y el sabio enciclopedista al-Biruni vivieron en esta ciudad a finales del siglo X. 
En 1220 fue devastada por los mongoles de Gengis Kan, después fue abandonada tras el cambio producido en el curso del Amu Daria. Estaba ubicada en el actual Turkmenistán a unos 150 kilómetros de la actual Urgench.

## Clima
| Parámetros climáticos promedio de Urgench (1991-2020) | Parámetros climáticos promedio de Urgench (1991-2020) | Parámetros climáticos promedio de Urgench (1991-2020) | Parámetros climáticos promedio de Urgench (1991-2020) | Parámetros climáticos promedio de Urgench (1991-2020) | Parámetros climáticos promedio de Urgench (1991-2020) | Parámetros climáticos promedio de Urgench (1991-2020) | Parámetros climáticos promedio de Urgench (1991-2020) | Parámetros climáticos promedio de Urgench (1991-2020) | Parámetros climáticos promedio de Urgench (1991-2020) | Parámetros climáticos promedio de Urgench (1991-2020) | Parámetros climáticos promedio de Urgench (1991-2020) | Parámetros climáticos promedio de Urgench (1991-2020) | Parámetros climáticos promedio de Urgench (1991-2020) |
| Mes                                                   | Ene.                                                  | Feb.                                                  | Mar.                                                  | Abr.                                                  | May.                                                  | Jun.                                                  | Jul.                                                  | Ago.                                                  | Sep.                                                  | Oct.                                                  | Nov.                                                  | Dic.                                                  | Anual                                                 |
| ----------------------------------------------------- | ----------------------------------------------------- | ----------------------------------------------------- | ----------------------------------------------------- | ----------------------------------------------------- | ----------------------------------------------------- | ----------------------------------------------------- | ----------------------------------------------------- | ----------------------------------------------------- | ----------------------------------------------------- | ----------------------------------------------------- | ----------------------------------------------------- | ----------------------------------------------------- | ----------------------------------------------------- |
| Temp. máx. abs. (°C)                                  | 22.0                                                  | 31.0                                                  | 32.8                                                  | 38.0                                                  | 43.1                                                  | 43.5                                                  | 47.0                                                  | 46.4                                                  | 41.0                                                  | 35.3                                                  | 28.0                                                  | 21.0                                                  | 47.0                                                  |
| Temp. máx. media (°C)                                 | 2.6                                                   | 5.5                                                   | 13.6                                                  | 22.0                                                  | 29.0                                                  | 34.4                                                  | 35.8                                                  | 34.0                                                  | 27.9                                                  | 20.3                                                  | 10.6                                                  | 4.0                                                   | 20                                                    |
| Temp. media (°C)                                      | -2.0                                                  | 0.1                                                   | 7.4                                                   | 15.4                                                  | 22.1                                                  | 27.2                                                  | 28.5                                                  | 26.0                                                  | 19.5                                                  | 12.2                                                  | 4.6                                                   | -0.6                                                  | 13.4                                                  |
| Temp. mín. media (°C)                                 | -5.8                                                  | -4.4                                                  | 2.0                                                   | 8.9                                                   | 14.6                                                  | 19.1                                                  | 20.6                                                  | 18.0                                                  | 11.7                                                  | 5.3                                                   | -0.3                                                  | -4.5                                                  | 7.1                                                   |
| Temp. mín. abs. (°C)                                  | -26.1                                                 | -26.1                                                 | -17.2                                                 | -6.1                                                  | 1.1                                                   | 6.1                                                   | 10.0                                                  | 5.0                                                   | -1.0                                                  | -10.8                                                 | -20.0                                                 | -27.8                                                 | -27.8                                                 |
| Precipitación total (mm)                              | 19                                                    | 23                                                    | 27                                                    | 24                                                    | 20                                                    | 7                                                     | 3                                                     | 2                                                     | 4                                                     | 12                                                    | 20                                                    | 24                                                    | 185                                                   |
| Días de precipitaciones (≥ 1 mm)                      | 2.8                                                   | 3.0                                                   | 2.6                                                   | 3.8                                                   | 2.4                                                   | 1.8                                                   | 0.5                                                   | 1.0                                                   | 0.7                                                   | 1.5                                                   | 3.2                                                   | 1.5                                                   | 24.8                                                  |
| Humedad relativa (%)                                  | 80                                                    | 74                                                    | 68                                                    | 51                                                    | 41                                                    | 39                                                    | 41                                                    | 46                                                    | 51                                                    | 56                                                    | 65                                                    | 77                                                    | 57.4                                                  |
| Fuente n.º 1: Погода и климат                         |                                                       |                                                       |                                                       |                                                       |                                                       |                                                       |                                                       |                                                       |                                                       |                                                       |                                                       |                                                       |                                                       |
| Fuente n.º 2: Deutscher Wetterdienst                  |                                                       |                                                       |                                                       |                                                       |                                                       |                                                       |                                                       |                                                       |                                                       |                                                       |                                                       |                                                       |                                                       |